# Boudangou (Manni)
Pour les articles homonymes, voir Boudangou.
Boudangou est une commune rurale située dans le département de Manni de la province de la Gnagna dans la région de l'Est au Burkina Faso.

## Géographie
Boudangou – commune agropastorale a centres d'habitations particulièrement dispersés – est situé à 30 km au Nord-Est de Bogandé, le chef-lieu de la province, à 10 km à l'Est de Mopienga ainsi qu'à 8 km au Nord-Ouest de Kodjéna dans le département voisin de Liptougou.

## Santé et éducation
Le centre de soins le plus proche de Boudangou est le centre de santé et de promotion sociale (CSPS) de Kodjéna.